# Шурпаев, Ильяс Имранович
Ильяс Имранович Шурпаев (25 июля 1975, Махачкала, Дагестанская АССР — 21 марта 2008, Москва) — российский телевизионный журналист, корреспондент «Первого канала», убитый в марте 2008 года.

## Образование и работа
Окончил факультет романо-германской филологии Дагестанского государственного университета, затем стал работать на дагестанском телеканале «М-5».
С 2000 по 2005 год являлся собственным корреспондентом Северо-Кавказского бюро НТВ, работал для телепрограмм «Сегодня», «Итоги», «Намедни» и «Страна и мир». Был автором нескольких публикаций в региональных и федеральных изданиях («Черновик», «Коммерсантъ-Власть», «Коммерсантъ-Деньги»).
В 2005 году стал специальным корреспондентом «Первого канала», выступал с репортажами о событиях в Дагестане и Абхазии, ближе к концу жизни перевёлся на работу в Москву. Работал в телепрограммах «Новости» и «Время». Последний подготовленный им репортаж вышел в телеэфир 12 марта 2008 года.
В 2007 году стал выпускником Университета Организации Объединённых наций в Аммане (Иордания).

## Убийство и расследование
В ночь на 21 марта 2008 года в московской квартире, которую снимал Шурпаев, произошёл пожар. В квартире было найдено тело журналиста с колото-резаными ранами и с брючным ремнём на шее. По данным следствия, из квартиры ничего похищено не было.
По факту гибели Шурпаева было возбуждено уголовное дело по статье «убийство».
Отмечалось, что Шурпаев был упомянут в «чёрном списке» дагестанской газеты «Настоящее время»: в него вошли те, кого генеральный директор газеты не хотел видеть на страницах издания и в редакции. О своём появлении в списке за несколько часов до гибели Шурпаев оставил запись в своём блоге в Живом Журнале.
25 марта 2008 года Шурпаев был похоронен на кладбище у посёлка Новый Хушет.
29 марта 2008 года в Таджикистане были задержаны и помещены в один из СИЗО Душанбе трое подозреваемых в убийстве Шурпаева — предполагаемый исполнитель Масруджон Ятимов, а также Нажмиддин и Зиевиддин Мухиддиновы. 30 июля 2008 года Верховный суд Таджикистана признал Ятимова и Мухиддинова виновными в убийстве и приговорил каждого к 21 году заключения в колонии строгого режима с конфискацией имущества.